# Kröpelin
Kröpelin là một thị xã ở huyện Bad Doberan, trong bang Mecklenburg-Western Pomerania, Đức. Đô thị này có cự ly 9 km về phía tây nam của Bad Doberan, và 23 km về phía tây Rostock.